# Главы Ростова-на-Дону
Ниже представлен список глав города Ростов-на-Дону

## До установления Советской власти

### Городские головы[1]
- 1808 и др. годы, Александр Садомцев
- 1831 и др. годы, Фёдор Нефёдович Михайлов
- 1837– 40-е годы, Андрей Романович Ященко (Ященков)
- 1847 – 1849, Иван Крамаренков
- 1849 – 1851, Пётр Трегубенко
- 1863–1865, 1866–1868, 1869–1871 — Андрей Матвеевич Байков
- 1871, Фёдор Чепелюгин
- 1871—1873 — Пётр Романович Максимов
- 1873—1874 — Александр Михайлович Баташев
- 1874—1878 — Аполлон Константинович Кривошеин
- 1878–1879, 1880–1884, Николай Иванович Кузьмин
- 1884–1888, 1889 — Андрей Матвеевич Байков
- 1889—1892 — Иван Степанович Леванидов
- 1892, 1893–1897, 1898–1901 — Евсигний Никифорович Хмельницкий
- 1901 — Василий Михайлович Котляров
- 1902—1905 — Пётр Филиппович Горбачёв
- 1905—1909 — Евсигний Никифорович Хмельницкий
- 1910—1913 — Михаил Иванович Кирьянов
- 1914—1917 — Евсигний Никифорович Хмельницкий
- 01.08.1917—14.12.1917 — Александр Андреевич Николаев[2]
- 14.12.1917—1918 — Пётр Семёнович Петренко[2]
- 1918–1919, Никон Козлов

## Руководители (до1928)
- Гольман, Иван Дмитриевич
- Соколов, Александр Васильевич

## Председатели горсовета и горисполкома (с1928по1991)
- Соколов, Александр Васильевич
- Мельбард, Николай Петрович
- Воронежский, Георгий Евграфович
- Иванов, Николай Геннадьевич
- Белоконев, Пётр Григорьевич
- Шипов, Константин Максимович
- Овчинников, Григорий Федотович
- Чудовский, Фёдор Семёнович
- Коновко, Иван Алексеевич
- Эпштейн, Григорий Вульфович
- Дианов, Родион Георгиевич
- Черняховский, Александр Данилович
- Кайдович, Константин Эммануилович
- Бурменский, Семён Романович
- Андреев, Пётр Филиппович
- Гаркушенко, Константин Григорьевич
- Шердаков, Николай Андреевич
- Сулименко, Василий Дмитриевич
- Шевченко, Валентин Никитович
- Коновалов, Георгий Ефимович
- Щербаков, Владилен Анисимович
- Желнин, Валерий Валентинович
- Мушенко, Геннадий Алексеевич
- Иванченко, Леонид Андреевич
- Зоренко, Геннадий Иванович
- Чуб, Владимир Фёдорович
- Анпилогов, Виктор Николаевич

## Первые секретари горкома партии (с1920по1991)
- Решетков, Илья Васильевич
- Путнин, Владимир Маркович
- Овчинников, Григорий Федотович
- Лобанов, Владимир Васильевич
- Мазовка, Владимир Филиппович
- Неронов, Георгий Дмитриевич
- Сабанеев, Станислав Николаевич
- Головец, Борис Иванович
- Семёнов, Юрий Алексеевич
- Козлов, Владимир Денисович

## Главы Ростова-на-Дону (с 1991)
- Погребщиков, Юрий Борисович (1991—1993) — мэр города Ростова-на-Дону.
- Чернышёв, Михаил Анатольевич (1996—2014) — мэр города Ростова-на-Дону.
- Неярохина, Зинаида Васильевна (2014-2025) — глава города Ростова-на-Дону.

### Главы администрации Ростова-на-Дону
С 2014 полномочия главы города и главы администрации города были разграничены.
- Горбань, Сергей Иванович (2014—2016)
- Кушнарёв, Виталий Васильевич (с 7 ноября 2016[3] — 23 апреля 2019)
- Логвиненко, Алексей Валентинович (23 апреля 2019 года — 22 октября 2019 года, как временно исполняющий обязанности;  22 октября 2019 - 28 января 2025)[4].

• Скрябин, Александр Юрьевич (с 28 января 2025,как временно исполняющий обязанности)